# 收款法案
收款法案（芬蘭語：rahankeräyslaki, 255/2006）是芬兰的一项规定了募捐活动的许可要求的法律。该法曾两次受到全球媒体的关注。第一次是因为延迟了一本教科书的筹款。另一次则是因为芬兰警察局针对了维基百科的筹款：芬蘭語維基百科的管理员们收到了芬兰国家警察委员会的一份PDF格式的置评请求，警察委员会声称，出现在维基百科页面顶部的筹款信息是非法筹款，应受到刑事处罚； 还询问他们筹集了多少资金，并要求提供细节，以决定该活动是否违反了收款法案。